# Kenneth David Rose
Kenneth David Rose (Newark, 21 de juny del 1949) és un paleontòleg estatunidenc especialitzat en els mamífers prehistòrics, professor del Centre d'Anatomia Funcional i Evolució de l'Escola de Medicina de la Universitat Johns Hopkins i investigador del Museu Nacional d'Història Natural. Es graduà a Yale el 1972 magna cum laude en Geologia i Geofísica. Obtingué un màster en Geologia a Harvard. El 1979 es doctorà en la mateixa disciplina per la Universitat de Michigan.